# Jim Jeffords

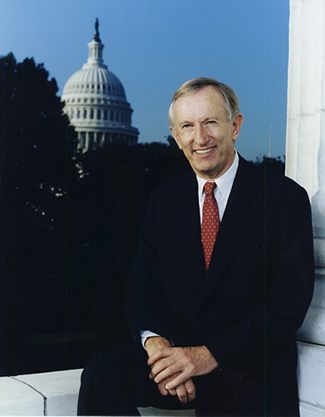
Jim Jeffords

James Merrill „Jim“ Jeffords (* 11. Mai 1934 in Rutland, Vermont; † 18. August 2014 in Washington, D. C.) war ein US-amerikanischer Politiker, der von 1989 bis 2007 den Bundesstaat Vermont im US-Senat vertrat. Der ehemalige Republikaner trat 2001 aus seiner Partei aus und war bis zu seinem Ausscheiden das einzige unabhängige Senatsmitglied. Er trat bei den Senatswahlen im November 2006 nicht wieder an. Sein Nachfolger wurde der ebenfalls unabhängige Bernie Sanders.

## Jugend und Familie
Jeffords ist der Sohn von Olin Jeffords, einem ehemaligen Obersten Richter am Vermont Supreme Court. Er studierte an der Yale University (Abschluss 1956) und der Harvard Law School (Abschluss 1962). Er diente von 1956 bis 1959 in der United States Navy und war Offizier der Reserve bis 1990. Er war mit Elizabeth Dailey verheiratet, hatte zwei Kinder und wohnte mit seiner Familie in Shrewsbury.

## Politik
Jeffords gewann 1966 im Rutland County die Wahl in den Senat von Vermont und gehörte diesem 1967/1968 an. 1968 wurde er zum Justizminister (Attorney General) von Vermont gewählt und einmal wiedergewählt, so dass er dieses Amt von 1969 bis 1973 ausübte. 1972 unterlag er in der parteiinternen Vorwahl als Kandidat für das Gouverneursamt Vermonts und setzte sich auch in seinem Bestreben, republikanischer Parteivorsitzender des Bundesstaates zu werden, nicht durch. Diese Querelen hatten wesentlichen Einfluss darauf, dass sich bei der Gouverneurswahl 1972 überraschend der Demokrat Thomas P. Salmon durchsetzte.
Nachdem der bisherige Kongressabgeordnete Vermonts Richard W. Mallary angekündigt hatte, sich 1974 für den US-Senat zu bewerben, kandidierte Jeffords für dessen Sitz im Repräsentantenhaus der Vereinigten Staaten (den einzigen des Bundesstaates). Bei der Wahl 1974 gewann er diesen Sitz und behielt das Mandat, bis er nach der gewonnenen Senatswahl 1988 am 3. Januar 1989 in den US-Senat wechselte.
Jeffords’ Arbeit im Kongress konzentrierte sich vor allem auf die Themenfelder Bildungspolitik und Arbeit mit Behinderten. Seit 2000 beschäftigte er sich auch zunehmend mit der Umweltpolitik. Zusammen mit Paul Simon setzte er sich vehement für die Unterstützungsmission der Vereinten Nationen für Ruanda (UNAMIR) ein. Er war Mitgründer der Kongress-Initiative für Solarenergie.

### Parteiaustritt

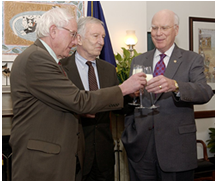
Jim Jeffords (Mitte) mit seinem Nachfolger Bernie Sanders (links) und Vermonts zweitem Senator Patrick Leahy

Jeffords trat am 5. Juni 2001 aus der Republikanischen Partei aus und beendete damit die Tradition dieses bis dahin am längsten in republikanischer Hand befindlichen Senatssitzes. Die Mehrheitsverhältnisse im Senat änderten sich dadurch von einer hauchdünnen Mehrheit der Republikaner (50:50, die Stimme des republikanischen Vizepräsidenten Dick Cheney stellte ihnen die Mehrheit sicher) zu einer hauchdünnen Mehrheit für die Demokraten (50:49). Unter der Bedingung, dass er auch weiterhin Ausschussvorsitzender bleiben würde, stimmte er mit den Demokraten und gab ihnen damit die Abstimmungsmehrheit. Jeffords trat als Vorsitzender im Gesundheits- und Bildungsausschuss zurück und bekam dafür den Vorsitz im Umweltausschuss. Nachdem die Demokraten die Senatswahl 2002 deutlich verloren hatten, verlor er diesen Posten an einen Republikaner.
Jeffords verabredete mit den Demokraten, dass er – es sei denn, dies würde vorher durch eine Absprache geklärt – mit ihnen in Geschäftsordnungsfragen stimmt; zum Ausgleich dafür bekam er die Ausschusssitze, die er bekommen hätte, wäre er in seiner gesamten Kongresszeit Demokrat gewesen. In inhaltlichen Fragen konnte er stimmen, wie er wollte, stimmte aber trotzdem meist zusammen mit den Demokraten. Auch schon vor seinem Wechsel folgte er der Tradition der Republikaner aus Vermont, sehr liberal abzustimmen. Schon in dieser Zeit stimmte er dem Civil Rights Act of 1991 zu, der Brady Bill zur Kontrolle von Handfeuerwaffen ebenso wie dem Family and Medical Leave Act. Er stimmte für die Aufnahme Homosexueller in das US-Militär und gegen enge Handelsbeziehungen zu China. Er war vehement gegen die Berufung von Clarence Thomas in den Supreme Court und damit einer von zwei Republikanern, die dagegen stimmten. Nach seinem Wechsel stimmte er beispielsweise 2006 als einer von zehn Senatoren gegen die Verlängerung des USA PATRIOT Act.
Jeffords stimmte am 11. Oktober 2002 als einer von 23 Senatoren gegen den US-Einmarsch in den Irak.

### Rückzug aus der Politik
Jeffords gab im April 2005 bekannt, dass er nicht mehr zur Senatswahl 2006 antreten werde. Der 70-Jährige machte die Krebserkrankung seiner Frau und seine eigene nachlassende Gesundheit als Gründe geltend. Da der hohe Favorit für die Wahl in Vermont damit nicht mehr antrat, erklärte Bernie Sanders, zuvor das einzige unabhängige Mitglied im Repräsentantenhaus, dass er für den Senatorenposten kandidieren werde. Er entschied die Wahl für sich.

## Tod und Gedenken
Jeffords starb am 18. August 2014 in Washington, D. C. im Alter von 80 Jahren an den Folgen einer Lungenentzündung. Nach ihm wurde ein Waldgebiet in Vermont in der Nähe des Appalachian Trail benannt.

## Bücher
- James M. Jeffords, My Declaration of Independence (Simon & Schuster, 2001), ISBN 0743228421
- James M. Jeffords, An Independent Man (Simon & Schuster, 2003), ISBN 074322843X